# Jupp Kapellmann
Hans-Josef "Jupp" Kapellmann (Bardenberg, 19 de desembre de 1949) és un exjugador de futbol alemany. Va ser internacional amb la selecció de futbol d'Alemanya Federal.